# Holoptygma
Holoptygma is een geslacht van vlinders uit de familie van de Tortricidae (Bladrollers). Het geslacht werd voor het eerst wetenschappelijk beschreven door Powell in 1986.

## Soorten
Het genus bevat de volgende soorten:

- Holoptygma braulio Razowski & Becker, 2011
- Holoptygma lingunca Razowski & Wojtusiak, 2011
- Holoptygma lurida Meyrick, 1912
- Holoptygma sarahpelzae Razowski & Pelz, 2007